# Dypterygia andreji
Dypterygia andreji là một loài bướm đêm trong họ Noctuidae.